# Kampán

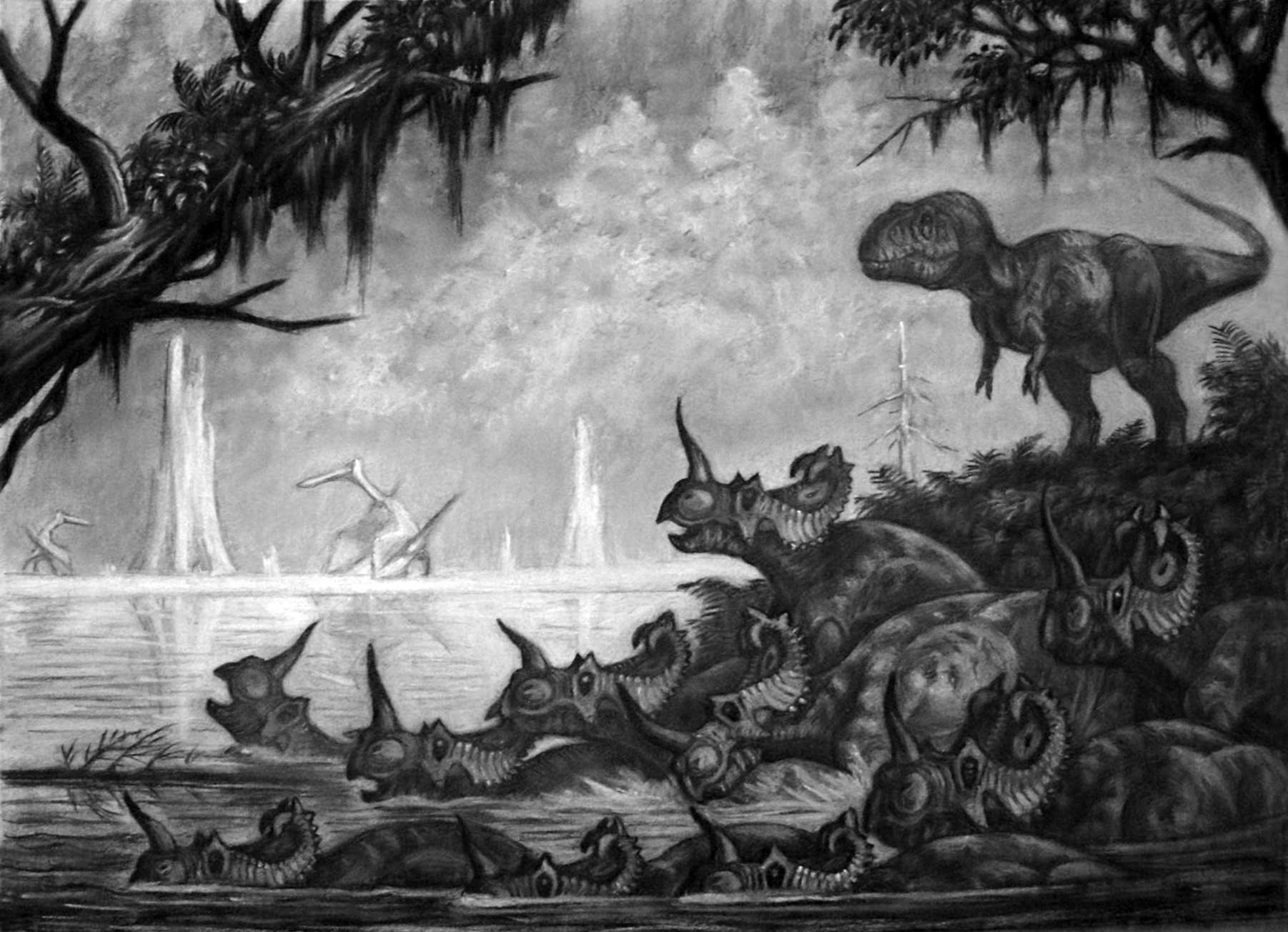
Rohatý dinosaurus rodu Centrosaurus - stádo při záplavách (v pozadí Daspletosaurus).

Kampán, mezinárodním názvem Campan, je v pořadí pátý (odshora druhý) ze šesti chronostratigrafických stupňů oddělení svrchní křídy, který je datován do rozmezí před 83,6 ± 0,7 až 72,1 ± 0,6 Ma (milionů let). Kampánu předcházel věk santon a následoval ho poslední věk druhohorní éry, maastricht.

## Definice
Stratigrafická definice kampánu byla představena ve vědecké literatuře francouzským geologem Henrim Coquandem v roce 1857. Je pojmenován podle francouzské obce Champagne (lat. Campania) v departementu Charente-Maritime. Původní typová lokalita byla vrstva, odkrytá poblíž obce Aubeterre-sur-Dronne ve stejném regionu. Vzhledem ke změnám stratigrafické definice, je tato sekce nyní součástí stupně maastricht. Báze (dolní hranice) kampánu je na stratigrafické stupnici (sloupci) založena na vymření lilijice druhu Marsupites testudinarius, horní hranice kampánu prvním objevem amonita druhu Pachydiscus neubergicus.

## Dělení
Kampán je někdy dělen na tři podstupně: spodní, střední a svrchní. Celkově jde o velmi dlouhé období svrchní křídy, trvající asi 12 milionů let. Biodiverzita dinosaurů byla v průběhu tohoto geologického věku nejvyšší v celé jejich historii.

## Délka dní a teplota
Jak ukázal výzkum schránek měkkýšů ze skupiny rudistů, v období kampánu byly dny zhruba o půl hodiny kratší než dnes (rotace Země kolem osy byla rychlejší). Solární rok měl proto tehdy celých 372 dní.
V tomto období byla průměrná celosvětová teplota vyšší než dnes, činila přibližně 23 °C.
Na území současné Antarktidy byly v této době velmi časté rozsáhlé požáry, které výrazně ovlivňovaly podobu místní vegetace i reliéf krajiny.

## Fauna

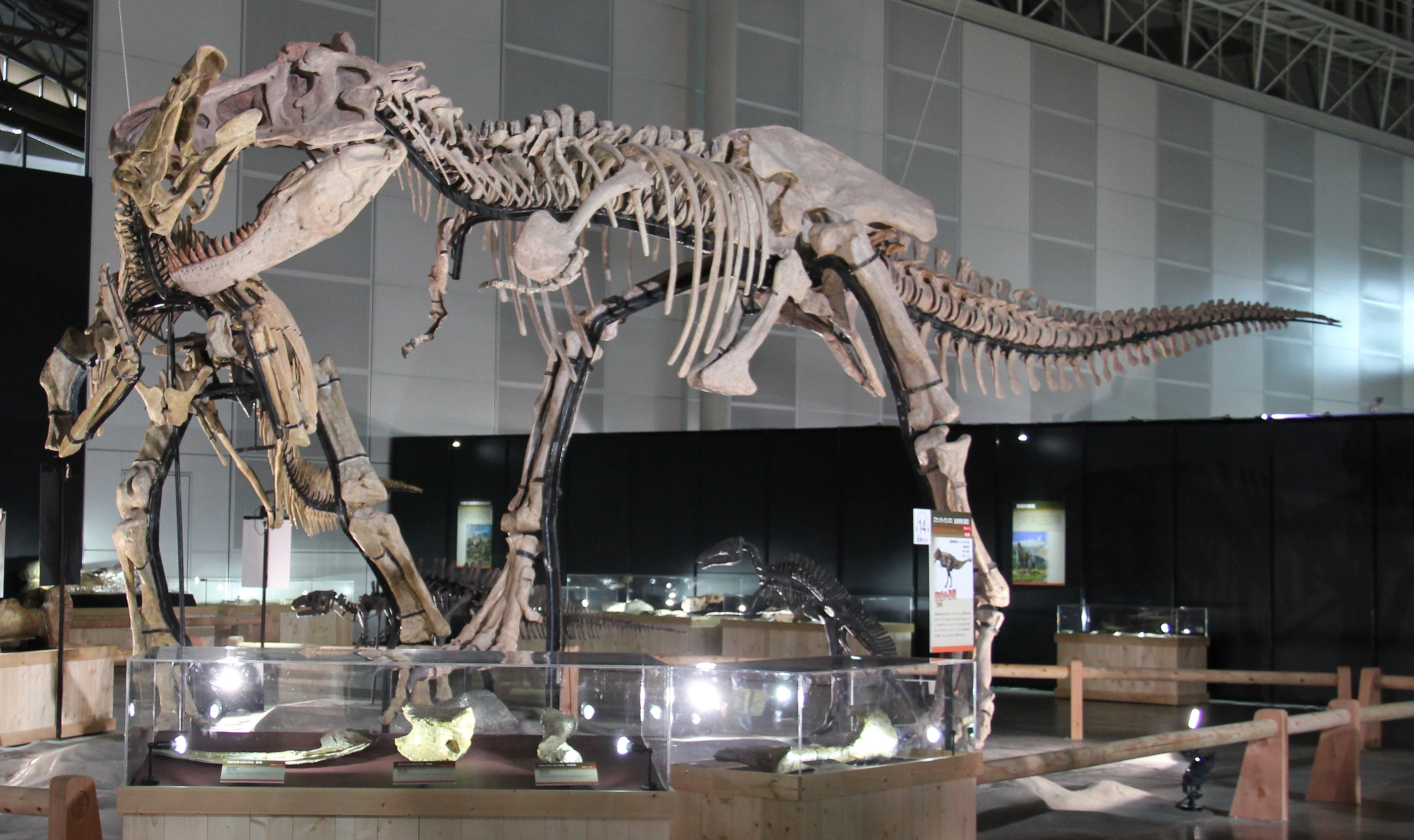
Kostry dinosaurů rodu Zhuchengtyrannus a Shantungosaurus.

V tomto období dosáhla druhová rozmanitost dinosaurů svého maxima. Jejich fosilní pozůstatky známe prakticky ze všech současných kontinentů. Mezi významné skupiny patří rohatí a kachnozobí dinosauři, „obrnění“ ankylosauři, rozmanití menší teropodi nebo obří tyranosauridní teropodi (jako byl čínský druh Zhuchengtyrannus magnus).
Podle některých výzkumů začali dinosauři vymírat už v této době (asi před 76 miliony let), zhruba 10 milionů let před koncem křídy. Novější objevy dinosauřích fosilií z nejpozdnější křídy na mnoha místech světa však tyto závěry nepotvrzují.